# Miljöbalken
Miljöbalken (1998:808 ), ibland förkortad MB, är en svensk balk, som trädde i kraft 1 januari 1999. 

## Bakgrund
Lagstiftningen på miljöområdet hade i Sverige på 1990-talet blivit svår att överblicka genom att nya regler skapats allt efter det behov uppstått. 
Miljölagstiftning fanns spridd i 15 olika lagar som plan- och bygglagen, strålskyddslagen och naturresurslagen. Förteckning över samtliga lagar kan man läsa i avsnittet Lagar som miljöbalken ersatt sist i denna artikel.
Samtidigt hade insikten om att naturen har ett skyddsvärde och att människans rätt att förändra och bruka naturen är förenad med ett ansvar för att förvalta naturen och främja en hållbar utveckling, som innebär att nuvarande och kommande generationer tillförsäkras en hälsosam och god miljö, vuxit fram både internationellt och i Sverige, särskilt sedan Århuskonventionen antagits. 
Miljöbalken ska tillämpas så att
- människors hälsa och miljön skyddas mot skador och olägenheter oavsett om dessa orsakas av föroreningar eller annan påverkan,
- värdefulla natur- och kulturmiljöer skyddas och vårdas,
- den biologiska mångfalden bevaras,
- mark, vatten och fysisk miljö i övrigt används så att en från ekologisk, social, kulturell och samhällsekonomisk synpunkt långsiktigt god hushållning tryggas, och
- återanvändning och återvinning liksom annan hushållning med material, råvaror och energi främjas så att ett kretslopp uppnås.[1]

## Struktur
Miljöbalken består av sju delar. 
Den första delen (kapitel 1 – 6) innehåller tillämpningsområde, övergripande regler och bestämmelser som gäller för alla områden där miljöbalken är tillämpbar. Här finns bland annat de allmänna hänsynsreglerna och regler för miljökvalitetsnormer och miljökonsekvensbeskrivningar med.
Den andra delen (kapitel 7 och 8) innehåller regler för naturvård, till exempel regler för strandskydd och olika former av naturreservat.
Den tredje delen (kapitel 9 – 15) innehåller regler för olika former av verksamheter, till exempel regler för täkter, genteknik och kemiska produkter.
Den fjärde delen (kapitel 16 – 25) behandlar förfarandet vid prövning av olika ärenden och tillstånd.
Den femte delen (kapitel 26 – 28) innehåller regler för tillsyn, om avgifter och tillträde.
Den sjätte delen (kapitel 29 och 30) innehåller brottsbeskrivningar, straffsatser och sanktionsavgifter.
Slutligen innehåller den sjunde delen (kapitel 31-33) regler om ersättningar, skadestånd och försäkringar.

### Hänsynsreglerna (ur kapitel 2)
Hänsynsreglerna (MB 2 kap.) består av en grundläggande regel samt flera andra regler som kompletterar denna. De gäller alla verksamheter eller åtgärder som ligger inom miljöbalkens tillämpningsområden.
1 § Bevisbörderegeln innebär att det ankommer på den som avser att bedriva en verksamhet att visa att de förpliktelser som följer av 2 kap. iakttas. Bevisbördans placering innebär bland annat att det ankommer på den som söker tillstånd att genom utredningar och i övrigt visa att verksamheten kan bedrivas på ett miljömässigt godtagbart sätt i förhållande till hänsynsreglerna i 2 kap. miljöbalken.
Enligt 22 kap. 11 § andra stycket miljöbalken skall mark- och miljödomstolen under målets förberedelse se till att utredningen i målet får den inriktning och omfattning som behövs. Det anförda innebär att domstolen skall bedriva en aktiv materiell processledning vilket hänger samman med att domstolen har full utredningsskyldighet,
Motsvarande skyldighet får anses gälla även för Miljööverdomstolen.
Med hänsyn till bevisbördans placering ansågs behovet av rättshjälp vara begränsat varför en ansökan om rättshjälp avslogs enligt MÖD 2003:66.
De kompletterande hänsynsreglerna är:
2 § Krav på kunskap – Utövaren ska skaffa sig relevant kunskap om sin verksamhet och huruvida den påverkar människans hälsa eller miljön.
3 § Krav på försiktighetsmått – Skyddsåtgärder ska vidtagas för att förhindra att den påverkar människans hälsa eller miljön.
4 § Produktvalsregeln – Varor som är farliga för miljön skall, om möjligt, ersättas med bättre alternativ.
5 § Hushållning och kretslopp – Hushålla med råvaror och energi samt återvinna och återanvända. Förnyelsebara energikällor ska användas i första hand.
6 § Platsvalsregeln – Val av plats med hänsyn till ändamålet med minsta påverkan på människans hälsa eller miljön.
7 § Rimlighetsavvägning – Om det inte är rimligt att följa § 2-5 samt § 6 ska skyddsåtgärder särskilt granskas i förhållande till kostnader.
8 § Ansvaret för skadad miljö – Förorenaren ansvarar för att skadad miljö och ska ersätta eventuell skada.
9 § Stoppregeln – Om verksamheten föranleder stor skada på människors hälsa eller miljön, men följer tidigare paragrafer, får den inte bedrivas.
10 § Dispens från stoppregeln – Regeringen kan tillåta verksamheten även om denna är förbjuden enligt 9 §.

### Nedskräpning
Miljöbalkens materiella regler om nedskräpning finns i 15 kap 26 § 
| ” | Ingen får skräpa ned utomhus på en plats som allmänheten har tillträde eller insyn till | „ |
| – |                                                                                         |   |

### Vattenverksamhet
Vattenverksamhet är en juridisk term, som definieras i 11 kap 3 § miljöbalken.

## Tillsyn
Tillsynen utövas av Naturvårdsverket, Havs- och vattenmyndigheten, Generalläkaren, länsstyrelsen, andra statliga myndigheter och kommunerna (tillsynsmyndigheter) i enlighet med vad regeringen bestämmer. Fördelningen av ansvaret mellan tillsynsmyndigheterna specifieras i miljötillsynsförordningen (2011:13), i enlighet med 26 kap. 3 § miljöbalken.

## Prövning och överklagande
Regeringen, länsstyrelserna och andra förvaltningsmyndigheter, kommunerna, miljödomstolarna, Miljööverdomstolen och Högsta domstolen prövar mål och ärenden enligt miljöbalken eller föreskrifter meddelade med stöd av balken. 

### Straff i allmänhet
I fråga om prövningen av mål om straff eller förverkande gäller vad som är föreskrivet om brottmål i allmänhet i brottsbalken.
Miljöbalken tillhör den så kallade specialstraffrätten och sanktionsmedlen för att tillse att de materiella reglerna efterlevs återfinns i 29 kap.
Regeringen kan också meddela föreskrifter om att en särskild miljösanktionsavgift ska betalas enligt 30 kap 1 och 2 § MB. Avgiften ska uppgå till minst 1 000 kronor och högst 1 000 000 kronor.

Straffbestämmelsen för att beivra nedskräpning återfinns i 29 kap 7 § 
| ” | Den som med uppsåt eller av oaktsamhet skräpar ned utomhus på en plats som allmänheten har tillträde eller insyn till döms för nedskräpning till böter eller fängelse i högst ett år | „ |
| – | |   |

### Naturvårdsvakter
Naturvårdsvakt är en person som med stöd av 26 kap. 23-24 §§ miljöbalken och 17 § terrängkörningsförordningen förordnats för att tillse efterlevnaden av föreskrifter för områden, naturföremål och djur och växtarter samt för att öva tillsyn över att terränkörningslagens bestämmelser efterlevs inom fjällområdet.